# 尤宁 (格林纳达)
尤宁（Union）是加勒比海岛国格林纳达的城镇之一，由圣帕特里克区管辖，位于该岛北端，在南帕雷尔和索特尔之间的内陆，海拔高度为264米。